# Польська абетка

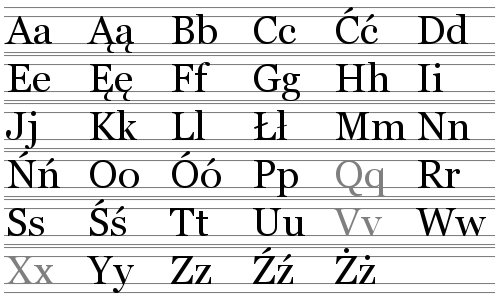
Польська абетка (сірим виділено неісторичні літери).

По́льська абе́тка (пол. alfabet polski) — це абетка, яку використовують для запису польської мови. Польська мова використовує латинське письмо, у сучасній її версії 35 літер.

## Абетка
| A a | Ą ą | B b | C c | Ć ć | D d | E e | Ę ę | F f |
| G g | H h | I i | J j | K k | L l | Ł ł | M m | N n |
| Ń ń | O o | Ó ó | P p | Q q | R r | S s | Ś ś | T t |
| U u | V v | W w | X x | Y y | Z z | Ź ź | Ż ż |     |

Примітки
- Букви Ą, Ę, Ń і Y не вживаються на початку слова, тому можуть бути великими тільки при написанні всього слова великими буквами. Літера Ó трапляється на початку слова лише в кількох словах (здебільшого в словах ósemka, ósmy (вісімка, восьмий) та ów (той) і похідних від них)
- Букви Ć, Ń, Ś та Ź перед голосними втрачають знак м'якості, але між ними і голосним з'являється i. Таким чином: się — правильно, а śę — неправильно тощо.
- Q, V та X використовуються тільки в словах іншомовного походження, які не полонізувалися.

## Звучання літер

### Монографи та диграфи

Польська розкладка клавіатури.

Крім звичайних латинських літер польська абетка містить дев'ять видозмінених а також сім диграфів.
- «Наголос» над приголосною позначає його м'якість: ć, ń, ś, ź. При цьому якщо пом'якшений n звучить приблизно як український нь, то інші пом'якшення змінюють звучання звуків суттєвіше: ć ~ чь, ś ~ шь, ź ~ жь. Перед голосними такі літери не вживають, натомість замість діакритичного знаку м'якості використовують i: ci, si, zi, ni.
- Гачок під голосним позначає його носову вимову: ą ~ он, ę ~ ен (ę наприкінці слова звучить як e).

Три особливі літери існують поза системою.
- ł позначає губний звук ў (любов), етимологічно відповідаючи українському твердому л.
- ó позначає о в закритому складі й звучить ідентично до u (різницю між ними див. нижче)
- ż позначає звук ж.

#### Таблиця
| Літери | HTML                                            | Назва літери           | Вимова                                                                                | МФА                | Аллофони                                     |
| ------ | ----------------------------------------------- | ---------------------- | ------------------------------------------------------------------------------------- | ------------------ | -------------------------------------------- |
| A a    |                                                 | а                      | А а                                                                                   | [a]                |                                              |
| Ą ą    | &#260; (велика літера) &#261; (мала літера)     | о носове               | Он он Онь онь (перед ć та dź) Ом ом (перед b та р) О о (перед ł та l)                 | [ɔn] [ɔɲ] [ɔm] [ɔ] | [ɔŋ], [ɔȷ̃]                                   |
| B b    |                                                 | бе                     | Б б                                                                                   | [b]                | [p]                                          |
| C c    |                                                 | це                     | Ц ц Чь чь (перед i)                                                                   | [t͡s] [t͡ɕ]          | [d͡z]                                         |
| Ch ch  |                                                 |                        | Х х                                                                                   | [x]                | [ɣ]                                          |
| Ć ć    | &#262; (велика літера) &#263; (мала літера)     | чє                     | Чь чь                                                                                 | [t͡ɕ]               | [d͡ʑ]                                         |
| Cz cz  |                                                 |                        | Ч ч                                                                                   | [t͡ʂ]               | [d͡ʐ]                                         |
| D d    |                                                 | де                     | Д д                                                                                   | [d]                | [t]                                          |
| Dz dz  |                                                 |                        | Дз дз Джь джь (перед i)                                                               | [d͡z] [d͡ʑ]          | [t͡s], [d-z]                                  |
| Dź dź  | D&#377; (велика літера) D&#378; (мала літера)   |                        | Джь джь                                                                               | [d͡ʑ]               | [t͡ɕ], [d-ʑ]                                  |
| Dż dż  | D&#379; (велика літера) d&#380; (мала літера)   |                        | Дж дж                                                                                 | [d͡ʐ]               | [t͡ʂ], [d-ʐ]                                  |
| E e    |                                                 | е                      | Е е                                                                                   | [ɛ]                | [e] після та перед пом'якшеними приголосними |
| Ę ę    | &#280; (велика літера) &#281; (мала літера)     | е носове               | Ен ен Ень ень (перед ć та dź) Ем ем (перед b та p) Е е (перед ł, l, та в кінці слова) | [ɛn] [ɛɲ] [ɛm] [ɛ] | [ɛŋ], [ɛȷ̃]                                   |
| F f    |                                                 | еф                     | Ф ф                                                                                   | [f]                | [v]                                          |
| G g    |                                                 | ґє                     | Ґ ґ                                                                                   | [ɡ]                | [k]                                          |
| H h    |                                                 | ха                     | Х х (Г г)                                                                             | [‌x]                | [‌ɣ], [ɦ] (Підкарпаття, Сілезія)              |
| I i    |                                                 | і                      | І і                                                                                   | [i]                | [i̯], пом'якшує попередній приголосний        |
| J j    |                                                 | йот                    | Й й                                                                                   | [j]                | [i]                                          |
| K k    |                                                 | ка                     | К к                                                                                   | [k]                | [ɡ]                                          |
| L l    |                                                 | ель                    | Ль ль                                                                                 | [l]                | [lʲ] у давній вимові та східних діалектах    |
| Ł ł    | &#321; (велика літера) &#322; (мала літера)     | еў                     | Ў ў                                                                                   | [w]                | [ɫ] у давній вимові та східних діалектах     |
| M m    |                                                 | ем                     | М м                                                                                   | [m]                |                                              |
| N n    |                                                 | ен                     | Н н Нь нь (перед i)                                                                   | [n] [ɲ]            | [ŋ]                                          |
| Ń ń    | &#323; (велика літера) &#324; (мала літера)     | ень                    | Нь нь                                                                                 | [ɲ]                | [ȷ̃]                                          |
| O o    |                                                 | о                      | О о                                                                                   | [ɔ]                |                                              |
| Ó ó    | &Oacute; (велика літера) &oacute; (мала літера) | у (замкнена)           | У у                                                                                   | [u]                |                                              |
| P p    |                                                 | пе                     | П п                                                                                   | [p]                | [b]                                          |
| R r    |                                                 | ер                     | Р р                                                                                   | [r]                |                                              |
| Rz rz  |                                                 |                        | Ж ж Ш ш (після глухих p та t)                                                         | [ʐ] [ʂ]            | [r-z], [r̝] або [r̝̊] (в деяких діалектах)      |
| S s    |                                                 | ес                     | С с Шь шь (перед i)                                                                   | [s] [ɕ]            | [z]                                          |
| Ś ś    | &#346; (велика літера) &#347; (мала літера)     | ешь                    | Шь шь                                                                                 | [ɕ]                | [ʑ]                                          |
| Sz sz  |                                                 |                        | Ш ш                                                                                   | [ʂ]                | [ʐ]                                          |
| T t    |                                                 | те                     | Т т                                                                                   | [t]                | [d]                                          |
| U u    |                                                 | звичайне у, відкрите у | У у                                                                                   | [u]                | [u̯]                                          |
| W w    |                                                 | ву                     | В в                                                                                   | [v]                | [f]                                          |
| Y y    |                                                 | ігрек                  | И и                                                                                   | [ɨ]                |                                              |
| Z z    |                                                 | зет                    | З з Жь жь (перед i)                                                                   | [z] [ʑ]            | [s]                                          |
| Ź ź    | &#377; (велика літера) &#378; (мала літера)     | жєт                    | Жь жь                                                                                 | [ʑ]                | [ɕ]                                          |
| Ż ż    | &#379; (велика літера) &#380; (мала літера)     | жет                    | Ж ж                                                                                   | [ʐ]                | [ʂ]                                          |